# Stubbe – Von Fall zu Fall: Die Seherin
Die Seherin ist ein deutscher Fernsehfilm von Thomas Jacob aus dem Jahr 1999. Es handelt sich um den vierzehnten Filmbeitrag der ZDF-Kriminalfilmreihe Stubbe – Von Fall zu Fall mit Wolfgang Stumph in der Titelrolle.

## Handlung
Familie Stubbe ist umgezogen. Da sich Caroline selbstständig gemacht hat und deshalb Platz für Geschäftsräume brauchte, hat sich die Familie kurzerhand entschlossen in ein größeres Haus zu ziehen. Obwohl Wilfried noch nicht fertig ist alle Umzugskartons auszupacken, wird er von seinem Kollegen Zimmermann zu einem neuen Fall abgeholt. Die Witwe Elsa Karrow, wurde in einem Hamburger Mietshaus tot aufgefunden. Erika Westphal ist die Nichte der Toten und hat sich offensichtlich, sofort nachdem sie ihre Tante tot vorgefunden hat, deren Schmuck „gesichert“, was sie für Kommissar Stubbe verdächtig macht. So wie es aussieht fehlen auch die 56 000 Mark, die Elsa Karrow kurz vor ihrem Tod von der Bank abgeholt hatte.
Nach ersten Recherchen hatte die Witwe regelmäßigen Kontakt zu der Hellseherin Gabriella Sousa. Diese suchen die Kommissare auf und erfahren, dass die Witwe sehnsüchtig auf ihren Sohn gewartet hat, der sich aber seit Jahren nicht gemeldet hat und seit 1994 als vermisst gilt. Als Stubbe im Polizeicomputer nachsieht, bestätigen sich diese Angaben, die er von der Hellseherin hat. Doch die Recherche über Gabriella Sousa zeigt auch, dass diese in der Vergangenheit in drei Fällen wegen Betrugs verwickelt war. In allen drei Fällen wurden Menschen vermisst, deren Angehörige sich an Sousa wandten, die ihnen aber nicht helfen konnte. Doch kurz darauf meldete sich jemand, der diesen Vermissten angeblich helfen wollte, dazu aber stets eine größere Geldsumme benötigte. Nachdem die Betroffenen bezahlte hatten, tauchten die Vermissten jedoch trotzdem nicht auf. Stubbe ist klar, dass hier möglicherweise ein Komplize der Hellseherin am Werk war, dem Sousa die Details zu den Vermissten weiterleitete, die sie von den Angehörigen erfahren hatte. Stubbe spricht Gabriella Sousa darauf an und erklärt ihr, dass sehr wahrscheinlich Elsa Karrow das nächste Betrugsopfer werden sollte, was möglicherweise schiefgelaufen ist. Stubbe hat nach dieser Begegnung allerdings nicht das Gefühl, dass die Hellseherin mit dem Betrüger unter einer Decke steckt.
Stubbe findet indessen heraus, dass Elsa Karrows Sohn Herbert, Deutschland nie verlassen hat. Er kann ihn ausfindig machen und erfährt von ihm, dass er sich nicht zu seiner Mutter getraut hatte, weil er beruflich nicht so erfolgreich geworden war, wie sie es sich erhofft hatte. Zudem gibt er an homosexuell zu sein, was seine Mutter nicht verkraftet hätte. Zur Tatzeit kann er ein Alibi vorweisen. Dagegen findet Zimmermann beim Sohn von Erika Westphal die 56.000 DM. Stubbe befragt den Jungen und er gibt zu, bei der Tante seiner Mutter immer mal etwas Geld genommen zu haben. Beim letzten Mal lag diese große Summe in der Keksdose und ohne viel zu überlegen hätte er alles an sich genommen. Er gibt an, dass an diesem Tag jemand bei der Tante gewesen sei und er deshalb gar nicht bemerkt wurde. So stellt sich am Ende heraus, dass Brigitta Berger, die Schwester der Hellseherin, alle Gespräche mit den Klienten belauschte und das spärliche Gehalt, dass sie von ihrer Schwester für ihre Sekretärinnendienste erhielt, mit ihrem Spezialwissen aufbesserte. Als Mann verkleidet suchte sie die Betroffenen auf und kassiert das Geld ein. Bei der Witwe sei das ganze eskaliert, weil diese das Geld plötzlich nicht mehr in der Keksdose fand und hysterisch wurde.

## Hintergrund
Der Film wurde in Hamburg und Umgebung gedreht und am 20. November 1999 um 20:15 Uhr im ZDF erstausgestrahlt.
Nachdem bereits 1997 mit der achten Folge der Vorspann geändert wurde, erscheint mit dieser 14. Folge wieder ein erneuerter Vorspann. Zu sehen ist auch der Zugang zum Haus, der nun vom Deich herunter führt. Das Haus selbst ist ein angemietetes Grundstück im Hamburger Stadtteil Moorfleet, das sich direkt am Deich befindet, während sich das vorige mit einem weißen Holzzaun begrenzt direkt an einer Straße befand. Zu Beginn der Episode wird auch erklärt, dass Familie Stubbe umgezogen ist und Charlotte zu ihrer Wohnung einen eigenen Eingang hat.
Des Weiteren wurde auch von der bis dahin verwendeten Titelbezeichnung von Stubbe und… abgegangen.

## Kritik
Für die Kritiker der Fernsehzeitschrift TV Spielfilm äußerten sich kritisch: „Gemächlichkeit ist Trumpf: Wo andere Polizisten Autos zu Schrott fahren, nimmt Stubbe die Verfolgung mit dem Fahrrad auf.“. Als Gesamtfazit zogen sie schließlich: „Das Orakel sagt wenig Spannung voraus“; sie vergaben dem vierzehnten Stubbe-Fall eine mittlere Wertung, indem sie mit dem Daumen zur Seite zeigten.